# Estado del Gran Pará y Río Negro
El Estado del Gran Pará y Río Negro (en portugués: Estado do Grão-Pará e Rio Negro) fue una unidad administrativa colonial creada en 1772 por el Marqués de Pombal en el norte de la América portuguesa, a partir de la división del Estado del Gran Pará y Maranhão. La otra unidad que se creó fue el Estado del Maranhão y Piauí.
El Estado del Gran Pará y Río Negro comprendía las capitanías de Pará y del Río Negro, y existió hasta 1808 (año del traslado de la corte portuguesa a Brasil), ó 1815 (elevación del Estado del Brasil a Reino del Brasil), según la fuente.
Incluso, algunos estudios afirman que la unidad fue un "pseudo-Estado" (así como el estado del Maranhão y Piauí) que se reintegró a la vieja división del Estado del Brasil y no estaba subordinado directamente a Portugal.
En 1821 la provincia del Gran Pará apoyó la Revolución liberal de Oporto afirmando ser una provincia controlada directamente por el Reino de Portugal, y no por el Reino del Brasil. La provincia sólo se uniría a la independencia de Brasil en 1823.